# Dapci
Dapci is een plaats in de gemeente Čazma in de Kroatische provincie Bjelovar-Bilogora. De plaats telt 231 inwoners (2001).